# Selección masculina de rugby 7 de Chile
La selección masculina de rugby 7 de Chile también llamada Cóndores VII es el equipo nacional de la modalidad de rugby 7 (7 jugadores) y está regulada por la Federación de Rugby de Chile.

## Historia
Los primeros antecedentes de una selección de rugby 7 masculina de Chile datan de 1986, cuando participaron del Seven de la República de Argentina en la edición de ese mismo año
En 2001, participaron por primera vez en la Copa del Mundo de Rugby 7 disputado en Mar del Plata, Argentina, Los Cóndores obtuvieron el Bowl, correspondiente al 17° lugar, luego de vencer 21 a 19 a Portugal.
En 2006 participaron en la primera edición del Seven Sudamericano Masculino obteniendo el segundo puesto luego de perder la final frente a Argentina por un marcador de 38 a 12.
En 2013, el seleccionado obtuvo la medalla de oro en los Juegos Bolivarianos de 2013 disputados en Trujillo, Perú venciendo 24 a 19 en la final al seleccionado colombiano.
En 2014 participó en la primera edición del torneo de Rugby 7 en los Juegos Suramericanos obteniendo la medalla de bronce.
En Viña del Mar 2014 logró vencer por primera vez en un partido a su similar de Argentina quienes son la potencia del continente. En 2017 venció también por primera vez a Nueva Zelanda, selección que hasta ese momento obtuvo 2 Copas del Mundo y la que más veces ganó la Serie Mundial.
En los Juegos Bolivarianos de 2017, los Cóndores repiten el oro logrado en 2013, luego de vencer a Paraguay en la final por un marcador de 24 a 5.
En mayo de 2018, Chile logró el oro en los Juegos Suramericanos de manera invicta, logrando su primera medalla dorada en la cita multideportiva, el torneo se desarrolló en la ciudad de Colcapirhua, Bolivia.
En 2018, luego de 17 años, la selección vuelve a participar en la Copa del Mundo disputada en San Francisco, Estados Unidos, logrando nuevamente el Bowl luego de vencer 20 a 7 al seleccionado de Hong Kong.
En el verano de 2019, los Cóndores lograron obtener por primera vez el Seven de Punta del Este y por quinta vez el Seven de Viña del Mar coronándose campeones del Circuito Sudamericano de rugby 7.
En junio de 2022, Chile obtiene el tricampeonato de los Juegos Bolivarianos de manera invicta, luego de vencer 22 a 17 en tiempo extra al seleccionado de Colombia.
En septiembre de 2022 participaron de la Copa Mundial disputada en Ciudad del Cabo, Sudáfrica, siendo su tercera participación en la cita planetaria y la segunda de manera consecutiva, en dicho torneo los Cóndores lograron su mejor participación en la historia del torneo logrando el 14° puesto, luego de perder la definición del 13° puesto frente a Canadá por un marcador de 12 a 10.
En noviembre de 2022, el seleccionado obtuvo por primera vez el Seven Sudamericano, el torneo fue disputado en Costa Rica, durante el transcurso de este, los Cóndores derrotaron dos veces al seleccionado argentino, una vez por la fase de grupos y la otra en la final del torneo.
En la edición 2023 de los Juegos Panamericanos disputados en Santiago logró disputar por primera vez la final del torneo de rugby 7 en la justa panamericana, perdiendo la final frente al representativo argentino, logrando la medalla de plata, la primera en este deporte de la historia.

## Uniforme
La camiseta es roja con vivos blancos, short azules y medias rojas al igual que en la selección de 15. La indumentaria de visita es camiseta azul con vivos blancos y short y medias azules.

## Plantel

### Sudamericano 2024
| Cóndores VII           |
| ---------------------- |
| Clemente Armstrong     |
| Luca Avelli            |
| Gonzalo Lara           |
| Juan Bianchi           |
| Manuel Bustamante      |
| Federico Contreras     |
| Martín Escobar         |
| Ernesto Tchimino       |
| Inaki Tuset            |
| Nicolás Garafulic      |
| Diego Warnken          |
| Augusto Villanueva     |
| Julián Troncoso        |
| DT: Joaquín Todeschini |

## Palmarés
- Challenger Series:
  - Seven de Ciudad del Cabo: 2025-I
- Sudamérica Rugby Sevens (1): 2019
- Seven Sudamericano (2): 2022, 2024
- Juegos Suramericanos (1): 2018
- Juegos Bolivarianos (4): 2013, 2017,  2022,  2024
- Seven de Viña del Mar (5): 2004, 2006, 2011, 2014, 2019
- Seven de Mar del Plata (1): 2013
- Seven de Punta del Este (1): 2019
- Súper Seven del Nordeste (1): 2014

### Otros logros
- Bowl Copa Mundial de Rugby 7 (2): 2001 y 2018
- Copa de plata Elite Sevens Las Vegas (3): 2012, 2013 y 2014
- Copa de plata Seven de Viña del Mar (3): 2010, 2012 y 2017
- Copa de plata Seven Punta del Este (1): 2017
- Copa de plata American Sevens (1): 2016
- Copa de plata Campeonato Sudamericano (2): 2010 y 2012
- Copa de plata Seven Región de Cordoba (1): 2011
- Copa de plata Seven de la República Argentina (1): 1998
- Copa de bronce Seven de la República Argentina (1): 2001
- Copa estimulo Seven de la República Argentina (1): 2010
- Elite Sevens Las Vegas (1): 2011
- Seven de la República Zona Ascenso (1): 2018
- Seven Old Christians (1): 2016

## Participación en copas
| - Escocia 1993: No participó - Hong Kong 1997: No participó - Argentina 2001: 17º puesto - Hong Kong 2005: No participó - Dubái 2009: No participó - Rusia 2013: No clasificó - San Francisco 2018: 17º puesto - Ciudad del Cabo 2022: 14º puesto - Seven de Punta del Este 2000: 11° puesto - Seven de Mar del Plata 2000: 10° puesto - Seven de Chile 2002: 14° puesto - Seven de Mar del Plata 2002: 14° puesto - Seven de Estados Unidos 2004: 11° puesto - Seven de Estados Unidos 2007: 15° puesto - Seven de Estados Unidos 2008: 13° puesto - Seven de Estados Unidos 2010: 11° puesto - Seven de Estados Unidos 2017: 15° puesto - Seven de Canadá 2017: 11° puesto - Seven de Estados Unidos 2019: 11° puesto - Seven de Canadá 2019: 15° puesto - Seven de Vancouver 2021: 11° puesto - Seven de Edmonton 2021: 10° puesto - Seven de Estados Unidos 2023: 15° puesto - Seven de Canadá 2023: 15° puesto - Challenger Series 2020: 4° puesto - Challenger Series 2022: 3° puesto - Challenger Series 2023: 5° puesto - Challenger Series 2024: 3° puesto - Challenger Series 2025: 5° puesto - Seven de Hong Kong 2014: Cuartos de final - Torneo Preolímpico Mundial 2016: Cuartos de final - Seven de Hong Kong 2016: Cuartos de final - Seven de Hong Kong 2017: Semifinalista - Seven de Hong Kong 2018: Semifinalista - Seven de Hong Kong 2019: Semifinalista - Torneo Preolímpico Mundial 2021: Fase de grupos - Torneo Preolímpico Mundial 2024: Cuartos de final | - Guadalajara 2011: 5º puesto - Toronto 2015: 5º puesto - Lima 2019: 5º puesto - Santiago 2023: 2.º puesto - Santiago 2014: 3º puesto - Cochabamba 2018: 1º puesto - Asunción 2022: 2º puesto - Trujillo 2013: 1º puesto - Santa Marta 2017: 1º puesto - Valledupar 2022: 1º puesto - Ayacucho 2024: 1º puesto - Asunción 2006: 2º puesto - Viña del Mar 2007: 2º puesto - Punta del Este 2008: 3º puesto - São José dos Campos 2009: 2º puesto - Mar del Plata 2010: 3º puesto - Bento Gonçalves 2011: 4º puesto - Río de Janeiro 2012: 3º puesto - Río de Janeiro 2013: 4º puesto - Santa Fe 2015: 3º puesto - Santiago 2019: 3º puesto - Valparaíso 2020: 3º puesto - San José 2021: 2° puesto - San José 2022: Campeón invicto - Montevideo 2023: 2º puesto - Lima 2024: Campeón invicto - Lima 2025: 2º puesto - Circuito Sudamericano de Seven 2013-14: - Corrientes - 2° puesto / Mar del Plata - 3° puesto / Viña del Mar - 1° puesto - Circuito Sudamericano de Seven 2014-15: - Corrientes - 1° puesto / Mar del Plata - 1° puesto / Viña del Mar - 3° puesto - Circuito Sudamericano 2016-17: 3º puesto - Circuito Sudamericano 2018: 4º puesto - Circuito Sudamericano 2019: 1º puesto |

## Estadísticas
Estadísticas consideradas hasta el 25/5/2025.
| Oponente             | Jugados | Ganados | Empatados | Perdidos | % de victorias | Mejor resultado |
| -------------------- | ------- | ------- | --------- | -------- | -------------- | --------------- |
| Alemania             | 20      | 12      | 0         | 8        | 60.0%          | 42-12           |
| Argentina            | 53      | 8       | 1         | 44       | 15.0%          | 35-0            |
| Australia            | 10      | 0       | 0         | 10       | 0.0%           | 12-24           |
| Barbados             | 1       | 1       | 0         | 0        | 100.0%         | 29-0            |
| Bélgica              | 2       | 0       | 0         | 2        | 0.0%           | 14-17           |
| Bermudas             | 1       | 1       | 0         | 0        | 100.0%         | 21-0            |
| Brasil               | 45      | 35      | 4         | 6        | 77.7%          | 52-0            |
| Bolivia              | 1       | 1       | 0         | 0        | 100.0%         | 54-0            |
| Canadá               | 19      | 9       | 0         | 10       | 47.3%          | 38-0            |
| Colombia             | 27      | 25      | 0         | 2        | 92.5%          | 57-0            |
| Corea del Sur        | 2       | 2       | 0         | 0        | 100.0%         | 43-0            |
| Costa Rica           | 2       | 2       | 0         | 0        | 100.0%         | 51-0            |
| Ecuador              | 2       | 2       | 0         | 0        | 100.0%         | 66-0            |
| El Salvador          | 1       | 1       | 0         | 0        | 100.0%         | 34-0            |
| Escocia              | 4       | 1       | 0         | 3        | 25.0%          | 24-21           |
| España               | 11      | 2       | 0         | 9        | 18.1%          | 22-5            |
| Estados Unidos       | 21      | 10      | 0         | 11       | 47.6%          | 31-7            |
| Fiyi                 | 6       | 0       | 0         | 6        | 0.0%           | 7-24            |
| Francia              | 17      | 3       | 0         | 14       | 17.6%          | 14-5            |
| Gales                | 2       | 0       | 0         | 2        | 0.0%           | 12-19           |
| Georgia              | 5       | 4       | 0         | 1        | 80.0%          | 29-5            |
| Guatemala            | 5       | 5       | 0         | 0        | 100.0%         | 64-0            |
| Guyana               | 2       | 2       | 0         | 0        | 100.0%         | 87-7            |
| Hong Kong            | 14      | 6       | 0         | 8        | 42.8%          | 31-0            |
| Indias Occidentales  | 2       | 1       | 0         | 1        | 50.0%          | 19-17           |
| Inglaterra           | 7       | 0       | 0         | 7        | 0.0%           | 7-21            |
| Irlanda              | 3       | 0       | 0         | 3        | 0.0%           | 12-17           |
| Islandia             | 1       | 1       | 0         | 0        | 100.0%         | 36-0            |
| Islas Cook           | 2       | 1       | 1         | 0        | 50.0%          | 31-5            |
| Italia               | 5       | 3       | 0         | 2        | 60.0%          | 12-5            |
| Jamaica              | 7       | 6       | 0         | 1        | 85.7%          | 50-12           |
| Japón                | 18      | 8       | 0         | 10       | 44.4%          | 26-12           |
| Kazajistán           | 1       | 1       | 0         | 0        | 100.0%         | 32-0            |
| Kenia                | 15      | 3       | 0         | 12       | 20.0%          | 35-12           |
| Letonia              | 1       | 1       | 0         | 0        | 100.0%         | 10-7            |
| Madagascar           | 1       | 0       | 0         | 1        | 0.0%           | 14-24           |
| Marruecos            | 2       | 1       | 0         | 1        | 50.0%          | 33-12           |
| México               | 7       | 7       | 0         | 0        | 100.0%         | 48-0            |
| Namibia              | 1       | 1       | 0         | 0        | 100.0%         | 26-14           |
| Nueva Zelanda        | 4       | 1       | 0         | 3        | 25.0%          | 7-0             |
| Países Bajos         | 1       | 0       | 0         | 1        | 0.0%           | 0-12            |
| Panamá               | 1       | 1       | 0         | 0        | 100.0%         | 59-0            |
| Papúa Nueva Guinea   | 4       | 4       | 0         | 0        | 100.0%         | 24-7            |
| Paraguay             | 38      | 35      | 0         | 3        | 92.1%          | 51-0            |
| Perú                 | 20      | 20      | 0         | 0        | 100.0%         | 61-0            |
| Portugal             | 10      | 8       | 0         | 2        | 80.0%          | 39-5            |
| República Dominicana | 3       | 3       | 0         | 0        | 100.0%         | 38-7            |
| Rusia                | 4       | 1       | 0         | 3        | 25.0%          | 10-0            |
| Samoa                | 10      | 2       | 0         | 8        | 20.0%          | 31-14           |
| Sri Lanka            | 1       | 1       | 0         | 0        | 100.0%         | 38-0            |
| Sudáfrica            | 13      | 2       | 1         | 10       | 15.3%          | 19-10           |
| Tahití               | 1       | 1       | 0         | 0        | 100.0%         | 47-0            |
| Tonga                | 11      | 8       | 0         | 3        | 72.7%          | 39-0            |
| Túnez                | 1       | 1       | 0         | 0        | 100.0%         | 19-12           |
| Uganda               | 6       | 3       | 0         | 3        | 50.0%          | 33-7            |
| Uruguay              | 56      | 28      | 1         | 27       | 50.0%          | 42-5            |
| Venezuela            | 10      | 10      | 0         | 0        | 100.0%         | 53-0            |
| Zimbabue             | 5       | 3       | 0         | 2        | 60.0%          | 24-0            |
| Total                | 543     | 297     | 8         | 238      | 54.69%         |                 |

## Resultados destacados
|    | Año  | Rival     | Resultado | Diferencia |
| -- | ---- | --------- | --------- | ---------- |
| 1  | 2019 | Guyana    | 87-7      | +80        |
| 2  | 2025 | Ecuador   | 66-0      | +66        |
| 3  | 2024 | Guatemala | 64-0      | +64        |
| 4  | 2015 | Perú      | 61-0      | +61        |
| 5  | 2024 | Panamá    | 59-0      | +59        |
| 6  | 2008 | Colombia  | 57-0      | +57        |
| 7  | 2021 | Guatemala | 55-0      | +55        |
| 8  | 2007 | Colombia  | 55-0      | +55        |
| 9  | 2018 | Bolivia   | 54-0      | +54        |
| 10 | 2019 | Venezuela | 53-0      | +53        |

|    | Año  | Rival      | Resultado | Diferencia |
| -- | ---- | ---------- | --------- | ---------- |
| 1  | 2002 | Fiyi       | 61-0      | -61        |
| 2  | 2021 | Francia    | 47-0      | -47        |
| 3  | 2012 | Argentina  | 47-0      | -47        |
| 4  | 2023 | Irlanda    | 50-7      | -43        |
| 5  | 2002 | Inglaterra | 43-0      | -43        |
| 6  | 2019 | Sudáfrica  | 43-0      | -43        |
| 7  | 2004 | Australia  | 42-0      | -42        |
| 8  | 2021 | Argentina  | 41-0      | -41        |
| 9  | 2002 | Australia  | 39-0      | -39        |
| 10 | 2010 | Francia    | 45-7      | -38        |

#### Victorias destacadas
| Rival         | Resultado | Evento                      |
| ------------- | --------- | --------------------------- |
| Sudáfrica     | 28-21     | Punta del Este 2000         |
| Francia       | 14-5      | Elite Sevens Las Vegas 2011 |
| Argentina     | 21-7      | Viña del Mar 2014           |
| Argentina     | 7-5       | Viña del Mar 2014           |
| Argentina     | 7-5       | Corrientes 2014             |
| Italia        | 12-5      | Seven de Roma 2016          |
| Francia       | 14-7      | Seven de Roma 2016          |
| Nueva Zelanda | 7-0       | Silicon Valley 2017         |
| Sudáfrica     | 19-10     | Punta del Este 2018         |
| Argentina     | 17-15     | Viña del Mar 2018           |
| Argentina     | 7-5       | Punta del Este 2019         |
| Argentina     | 35-0      | Viña del Mar 2019           |

| Rival     | Resultado | Evento                 |
| --------- | --------- | ---------------------- |
| Francia   | 17-12     | Las Vegas 2019         |
| Escocia   | 24-21     | Mundial 2022           |
| Argentina | 22-14     | Sudamericano 2022      |
| Argentina | 21-12     | Sudamericano 2022      |
| Italia    | 17-12     | Challenger Series 2023 |
| Italia    | 19-14     | Challenger Series 2023 |
| Samoa     | 21-19     | Seven de España 2024   |
| Samoa     | 31-14     | Challenger Series 2025 |